# Ecseri út (métro de Budapest)
Ecseri út est une station du métro de Budapest. Elle est sur la  .